# Chiesa di Santa Chiara Vergine
La chiesa di Santa Chiara Vergine è un luogo di culto cattolico dell'arcidiocesi di Ferrara-Comacchio in corso della Giovecca 179 a Ferrara. È una parrocchia personale a peculiare servizio dei fedeli legati alla liturgia nell'usus antiquior (la cosiddetta "messa in latino").
A questa chiesa era annesso un monastero di monache clarisse cappuccine che venne definitivamente soppresso nel 1987.

## Storia

### Dalle origini al XXI secolo
La chiesa venne progettata dall'architetto Luca Danesi su indicazioni del marchese Annibale Turchi e di Scipione Gualengo e costruita grazie al patrocinio di Pio di Savoia e del marchese Guido di Bagno. La prima pietra fu posta il 16 giugno 1641 dal cardinale legato Marzio Ginetti e venne consacrata 29 ottobre 1673 dal cardinale Carlo Cerri.
Col monastero di clausura la chiesa è stata quasi ininterrottamente luogo di presenza francescana, salvo il periodo che riguardò due soppressioni avvenute nel XIX secolo. La prima fu la soppressione napoleonica che obbligò alla chiusura del monastero dal 1810 al 1816 e rese la chiesa una sussidiaria della parrocchia di San Gregorio Magno e la seconda si ebbe tra il 1866 e il 1896 per disposizione demaniale che successivamente concesse in uso chiesa e sagrestia al vescovo. La presenza francescana si mantenne poi sino al 1987, quando, per decisione delle stesse monache, il monastero cessò la sua attività e la comunità in parte si trasferì presso il monastero delle clarisse cappuccine di San Giovanni Rotondo e in parte fondò un nuovo monastero di clarisse cappuccine presso Lagrimone di Tizzano Val Parma.
Da quel momento la chiesa e la foresteria del convento vennero donate all'arcidiocesi di Ferrara-Comacchio e gli ambienti della clausura del monastero furono ceduti dalle monache a una residenza sanitaria assistenziale cittadina.
Dopo la soppressione la chiesa venne officiata da due sacerdoti diocesani, dal 2003 parte degli ambienti della foresteria sono divenuti sede del movimento di Comunione e Liberazione diocesano e dal 1º settembre 2019 con decreto arcivescovile di Gian Carlo Perego vi viene celebrata la messa secondo il rito tridentino. Il 1º settembre 2019 l'arcivescovo Gian Carlo Perego ha costituito la chiesa di Santa Chiara come rettoria. 

### L'erezione a parrocchia personale
Con decreto del 9 giugno 2021 dell'arcivescovo Gian Carlo Perego la chiesa è diventata la sede della parrocchia personale di Santa Chiara Vergine, a peculiare servizio dei fedeli legati alla liturgia nell'usus antiquior (la cosiddetta "messa in latino"). Il primo parroco è don Davide Benini. Sono messi a disposizione della nuova parrocchia personale i seguenti beni immobili e mobili di proprietà dell'Arcidiocesi di Ferrara-Comacchio: chiesa con relative pertinenze e dotazioni, ambienti canonicali con relative dotazioni, il sagrato e il fondo "Rettoria Santa Chiara". Al parroco è conferita la delega generale della facoltà di assistere ai matrimoni dei fedeli che seguono l'attività pastorale della Fraternità Sacerdotale San Pio X purché gli stessi siano celebrati nella chiesa di S. Chiara Vergine. 

## Descrizione

### Esterno
Il prospetto principale, che si affaccia su corso della Giovecca, a Ferrara, è a capanna, in tipico cotto ferrarese. Il portale è semplice, senza cornici. Una serliana, al centro in alto, porta luce all'interno della sala. Sopra si trova il timpano, racchiuso nel frontone triangolare e con un piccolo rosone. Dal sagrato della chiesa si vede, quasi di fronte, il novecentesco palazzo Giglioli e, leggermente sulla sua destra, l'accesso al parco Pareschi.

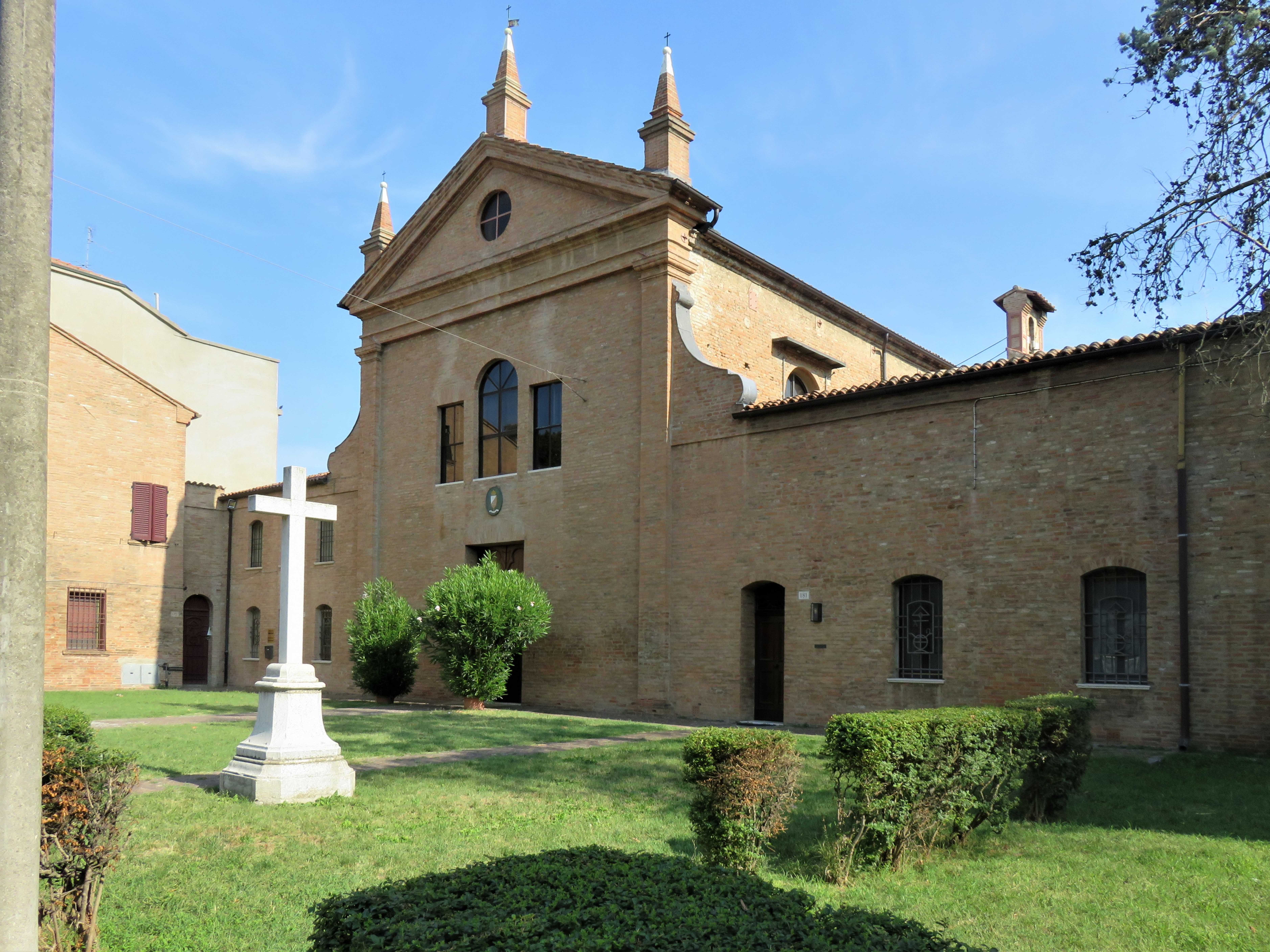
Sagrato e facciata della chiesa di Santa Chiara
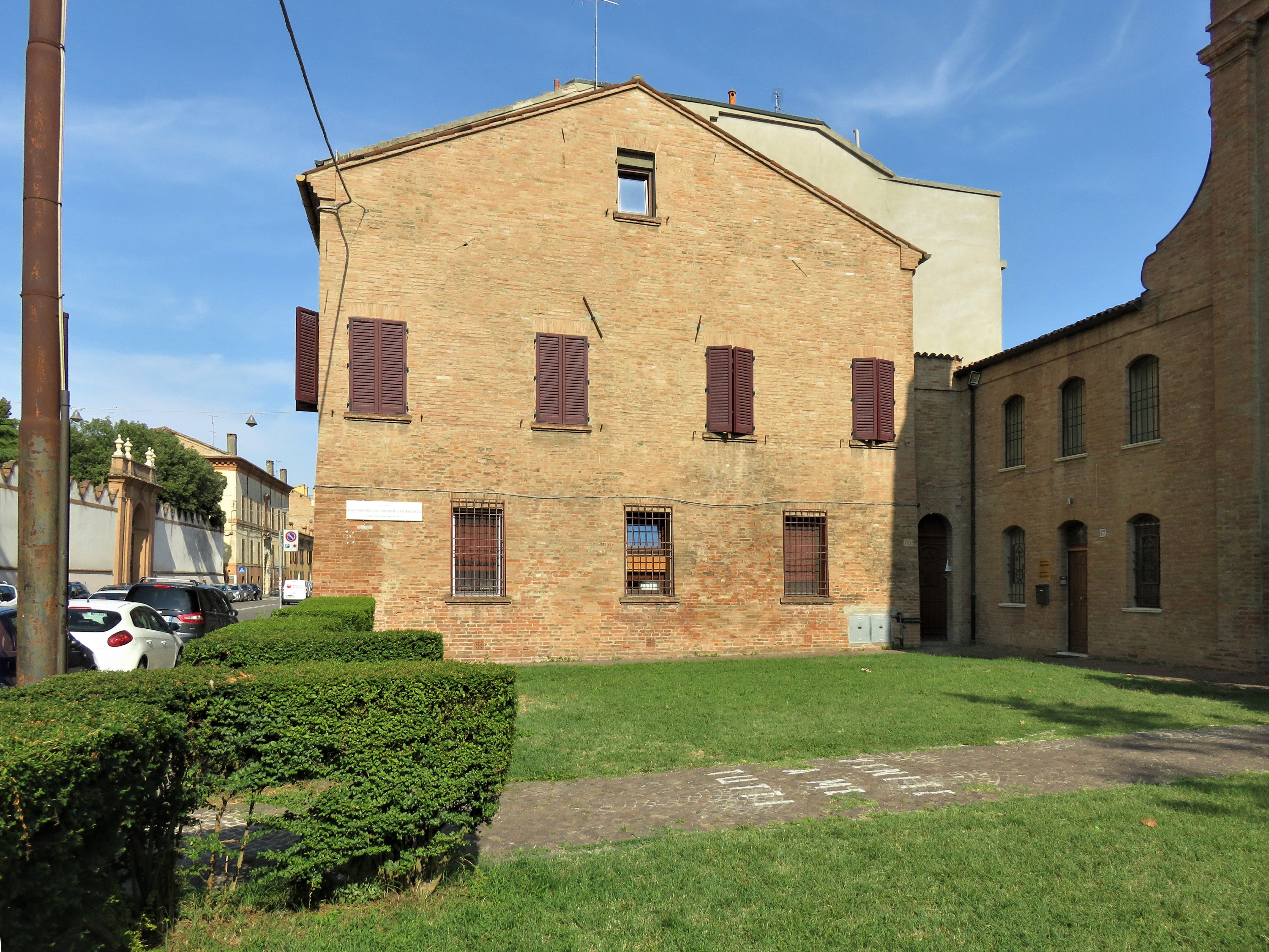
Sagrato di Santa Chiara e, in secondo piano sulla sinistra, l'accesso al parco Pareschi

### Interno
L'aula interna è ampia, con una pavimentazione in cotto e con volta a padiglione. Sono presenti pregiati altari in legno. Non c'è separazione tra aula e presbiterio e in quest'ultimo si trova una finestra chiusa da grate che permetteva anticamente alle monache di partecipare alle funzioni religiose rimanendo nel coro a loro riservato. Le pareti della sala sono interamente occupate da un coro ligneo, interrotto da due confessionali vicino alla controfacciata. L'altare maggiore conserva la pala raffigurante la Madonna col Bambino in gloria fra i santi Chiara, Francesco e le cappuccine adoranti il Santissimo Sacramento e l'altare di destra quella con la Madonna con Bambino e i santi Antonio Abate, Lucia, Giovannino ed Elisabetta, entrambe di Ippolito Scarsella (noto come lo Scarsellino). Sopra l'altare laterale di sinistra si trova la pala che raffigura San Carlo Borromeo attribuita a Giovanni Bonardi. Nel presbiterio fu posizionato nel XVIII secolo un grande crocifisso donato da un benefattore e di autore ignoto. In prossimità del presbiterio, sulla destra, una nicchia conserva la statua lignea seicentesca raffigurante l'Immacolata, opera di Andrea e Giuseppe Ferreri. Sulla pavimentazione della sala sono presenti varie sepolture con lapidi marmoree.

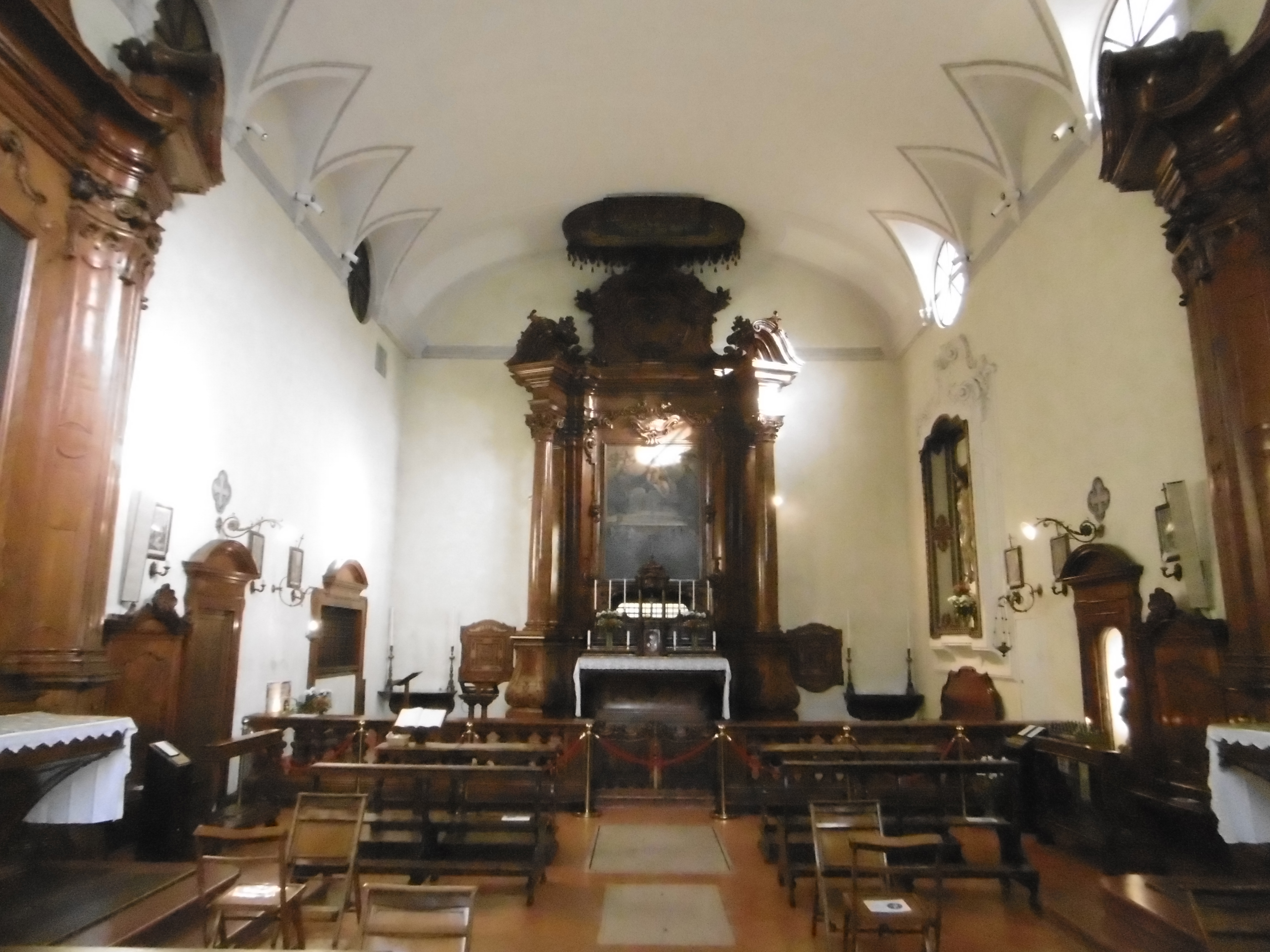
Interno della chiesa di Santa Chiara
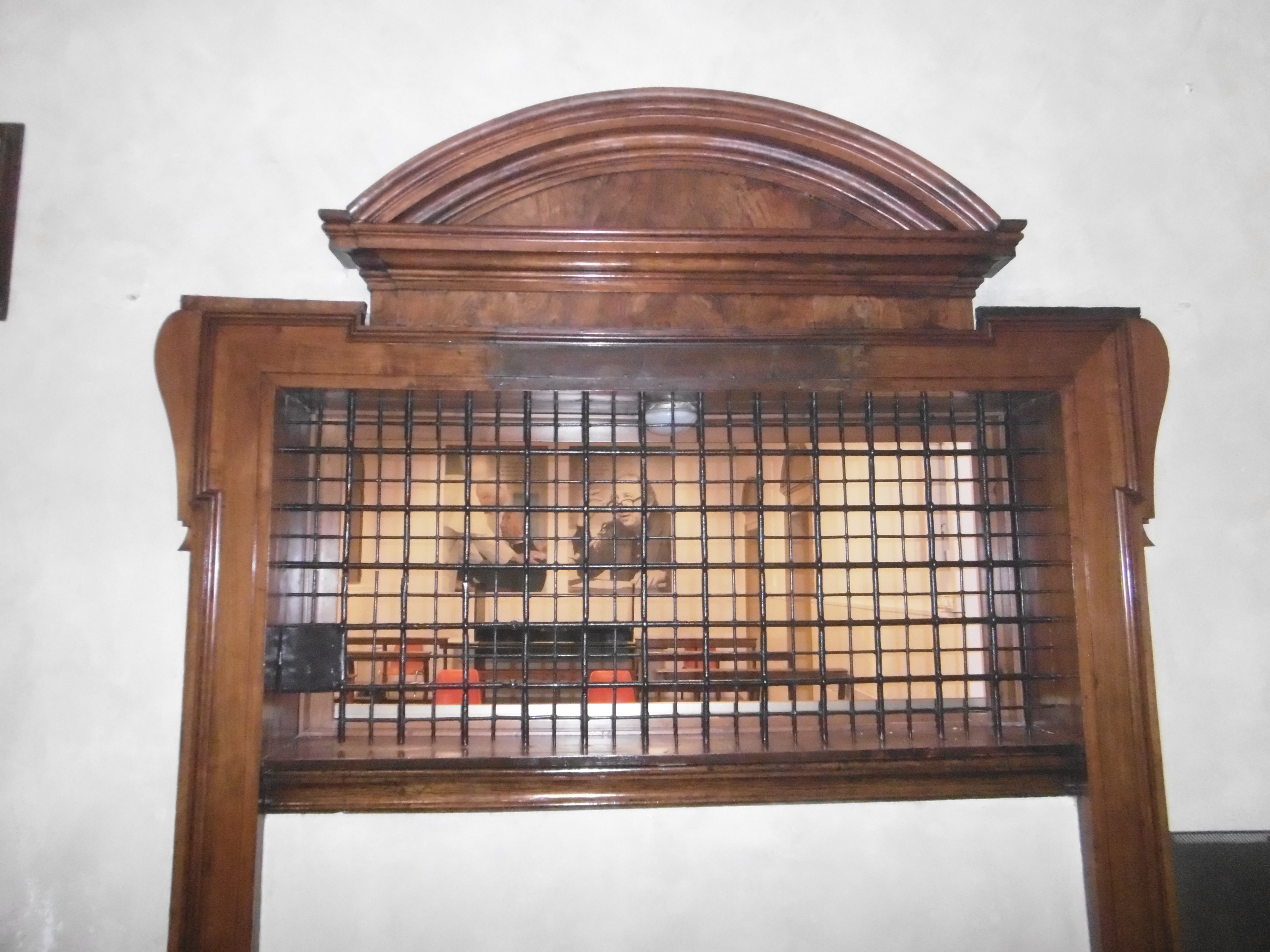
Finestra con grata nel presbiterio risalente a quando vi era il monastero che è stata in seguito demolita
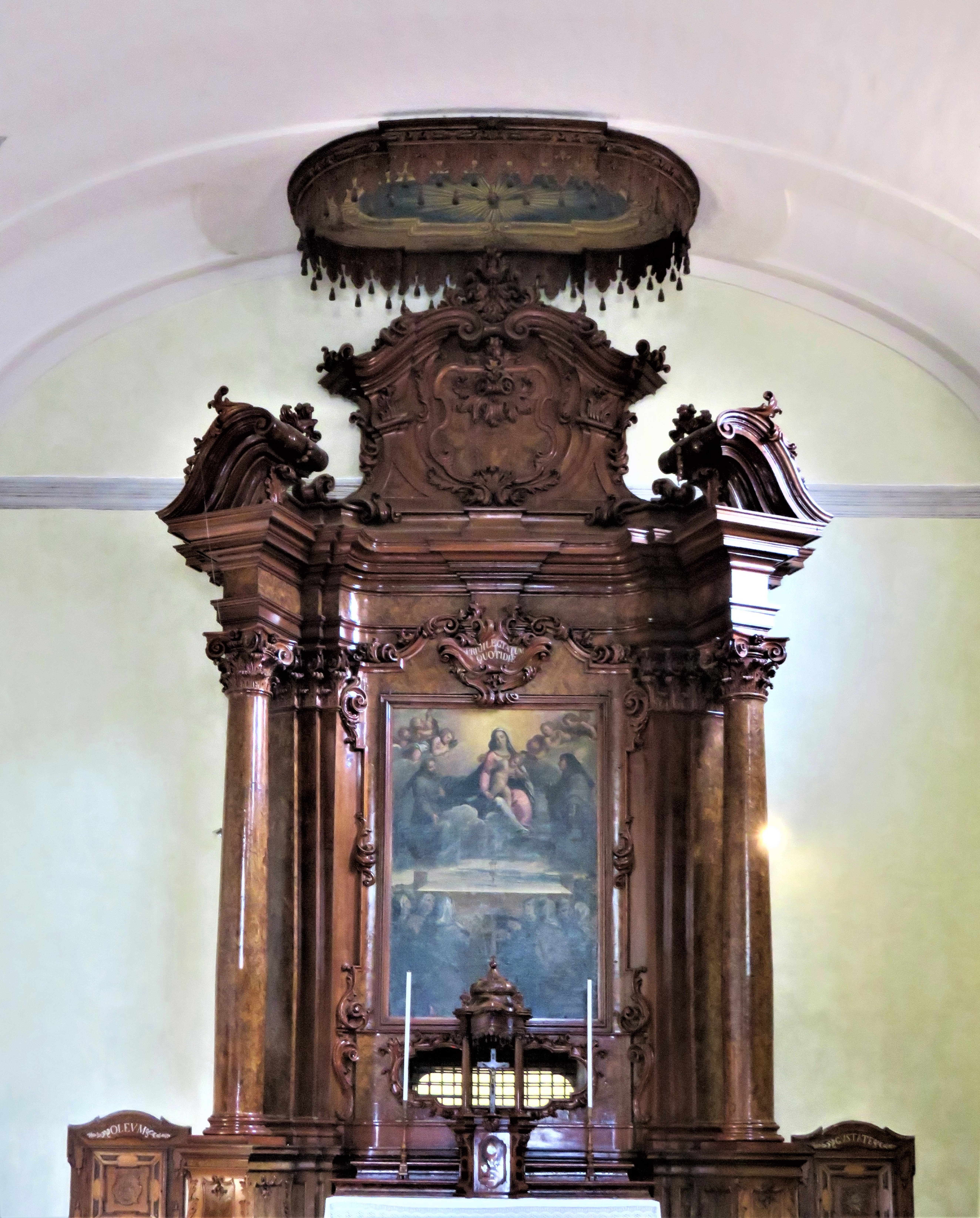
Altare maggiore con pala raffigurante la Madonna col Bambino in gloria fra i santi Chiara, Francesco e le cappuccine adoranti il Santissimo Sacramento, di Ippolito Scarsella
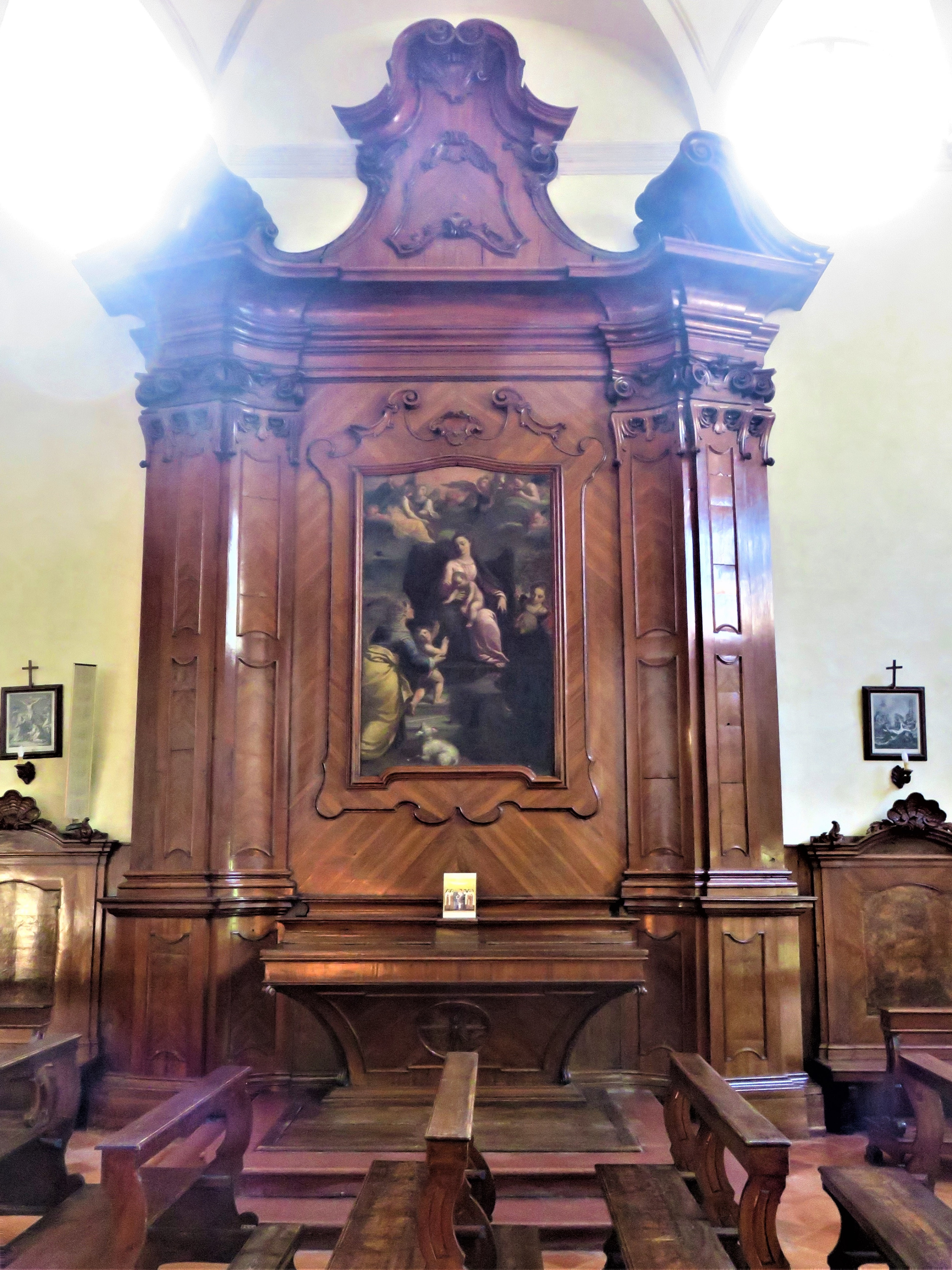
Altare laterale con dipinto raffigurante la Madonna con Bambino e i santi Antonio Abate, Lucia, Giovannino ed Elisabetta, di Ippolito Scarsella

## Danni per il terremoto
La chiesa è stata seriamente danneggiata dal terremoto dell'Emilia del 2012 quindi è stato necessario intervenire per metterla in sicurezza e restaurarla. Alla fine dei lavori è stata riaperta al culto nel 2014.

## Suor Maria Veronica del Santissimo Sacramento

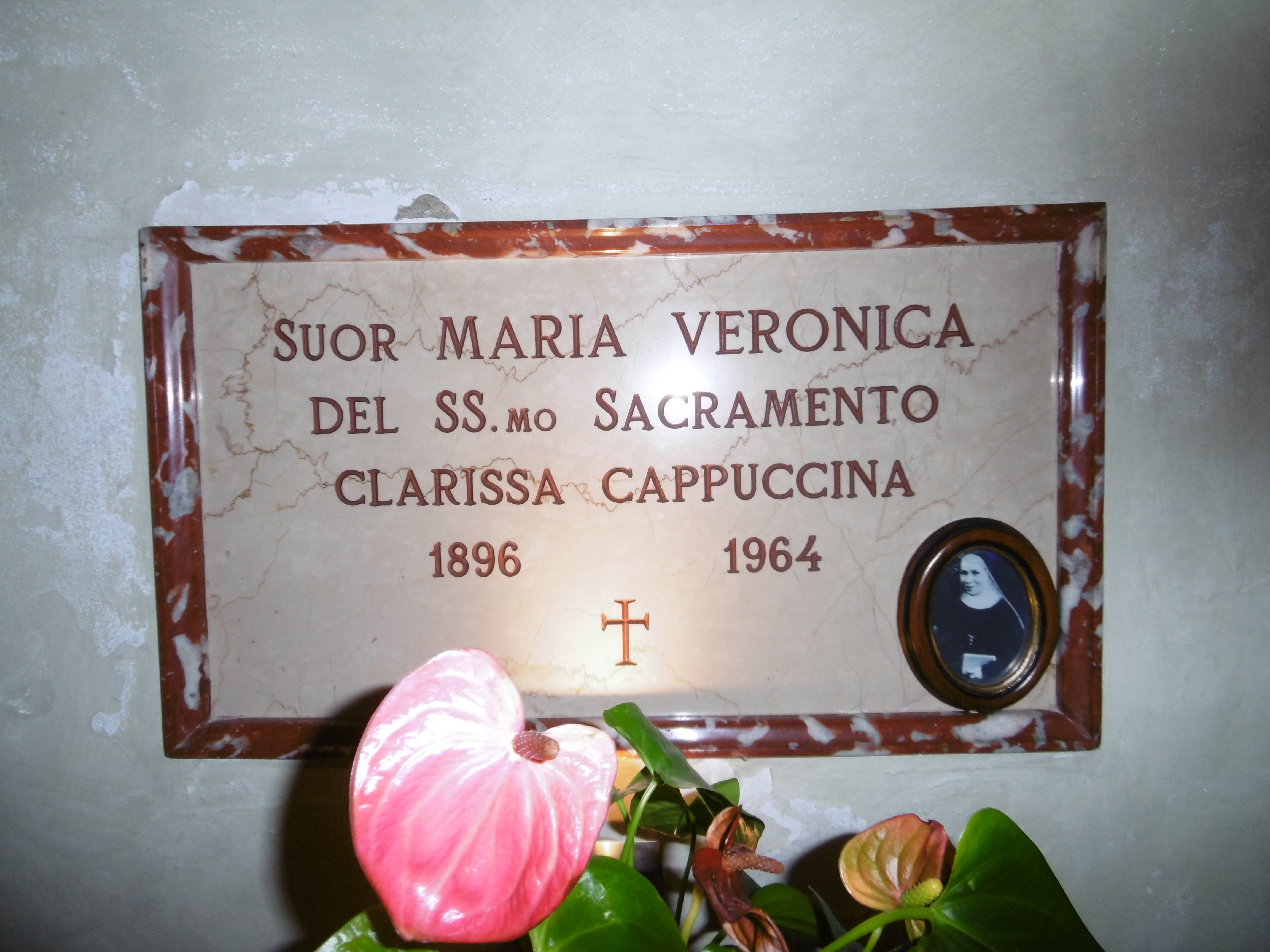
Tomba di Suor Maria Veronica del Santissimo Sacramento

Nella chiesa, in presbiterio, riposano i resti mortali della Serva di Dio suor Maria Veronica del Santissimo Sacramento. Nata Maria Cesira Pazzafini a Ferrara il 16 novembre 1896 entrò nel convento delle clarisse cappuccine di Santa Chiara nel 1915 e vi morì nel 1964. La cerimonia funebre fu celebrata nella chiesa il 9 luglio 1964, poi fu sepolta nel cimitero monumentale della Certosa di Ferrara. In seguito i suoi resti vennero riesumati e traslati nella chiesa, quindi benedetti da Filippo Franceschi, allora arcivescovo di Ferrara.
Luigi Negri nel 2015 aprì nella chiesa l'inchiesta diocesana per la beatificazione di suor Veronica.